# Bathycentor parallelus
Bathycentor parallelus är en stekelart som först beskrevs av Granger 1949.  Bathycentor parallelus ingår i släktet Bathycentor och familjen bracksteklar. Inga underarter finns listade.